# Hyposoter tricoloripes
Hyposoter tricoloripes là một loài tò vò trong họ Ichneumonidae.